# ツール・ド・とちぎ
ツール・ド・とちぎ（フランス語: Tour de Tochigi）は、日本国の栃木県を会場として2017年から2019年にかけて例年3月下旬から4月上旬の3日間で開催されていた自転車競技、ロードレースのステージレース大会である。
国際自転車競技連合（UCI）公認競技であり、大会クラスは2.2（UCIアジアツアー）。

## 概要
栃木県は日本で開催されるUCI公認自転車ロードレース最高峰のクラス1.HCレースであるジャパンカップサイクルロードレースの開催県であり、宇都宮ブリッツェンや那須ブラーゼンといった複数のUCIコンチネンタルチームが活動しながらそれらがスポーツや観光振興の起点の一つとして機能している等、自転車を通じた地域振興事業が行われている。
そのような栃木県でUCI公認のステージレースを開催することで更なるスポーツ・観光振興、栃木県のブランドイメージ向上等を企図してツール・ド・とちぎを開催することにした。
公道を長距離にわたって規制して行うラインレースを含むという困難な事業でありながら、第一回および第二回大会のラインレースで栃木県の全市町をレース会場として網羅することを目標に2017年に第一回の大会を開催するに至り2018年の第二回大会でそれを実現させた。
2019年の第三回および第四回大会で再び栃木の全市町でレースを開催する予定であった。
2020年開催の第四回大会を最後に本大会が終了する見込みであることが報道された。
ツール・ド・とちぎ最後の大会となる第四回大会は2020年3月20日から22日の間に行う予定だったが、同年1月頃から世界規模で感染が拡大している新型コロナウイルス感染症を受けて、関連イベントや一般参加のレースを中止し、沿道観戦の自粛も呼びかけた上で公認レースに絞って縮小開催することを3月5日に発表していた。しかし、UCIは全ての公認レースの中止を通知。実行委員会は非公認レースとしての開催も検討していたが、その場合は海外勢が参加しないことにより、日本国内のチームも不参加になると判断。新型コロナウイルスの感染収束も見込めないため、大会自体の延期も困難だとして、3月16日に第四回大会の中止が決まった。

## 開催レース結果

### 第1回大会(2017年)
- 総合成績
  - 個人総合時間賞・ポイント賞・山岳賞
Benjamin Hill （英語版）( オーストラリア)
所属チーム - Attaque Team Gusto（英語版）( オーストラリア)
  - 新人賞
岡篤志( 日本)
所属チーム - 宇都宮ブリッツェン( 日本)
  - 団体総合時間賞　キナンサイクリングチーム( 日本)
  - 1stステージ(2017年3月31日)
日光市・日光だいや川公園→足利市・足利総合運動公園　115kmラインレース
    - 優勝者 - Salvador Guardiola Torá（英語版）( スペイン)
所属チーム - TeamUKYO( 日本)

  - 2ndステージ(2017年4月1日)
茂木町・グリーンパーク茂木→那須町・道の駅那須高原友愛の森　102km　のラインレース
    - 優勝者 - Maral-Erdene Batmunkh（英語版）( モンゴル)
所属チーム - Terengganu Cycling Team（英語版）( マレーシア)

  - 3rdステージ(2017年4月2日)
矢板市・矢板市役所→宇都宮市・清原中央公園　約103kmのラインレース
    - 優勝者 - Egoitz Fernández Ayarzagüena（フランス語版）( スペイン)
所属チーム - TeamUKYO( 日本)
[4]

### 第2回大会(2018年)
- 総合成績
  - 個人総合時間賞・U23賞
Michael Potter（英語版）( オーストラリア)
所属チーム - Sunshine Coast Team（英語版）( オーストラリア)
  - ポイント賞
Raymond Kreder （英語版）( オランダ)
所属チーム - TeamUKYO( 日本)
  - 山岳賞
Robbie Hucker（英語版）( オーストラリア)
所属チーム - TeamUKYO( 日本)
  - 団体総合時間賞
TeamUKYO( 日本)
  - 1stステージ(2018年3月23日)
渡良瀬遊水地周辺7.2km個人タイムトライアル
    - 優勝者 - Michael Potter（英語版）( オーストラリア)
所属チーム - Sunshine Coast Team（英語版）( オーストラリア)
[5]

  - 2ndステージ(2018年3月24日)
小山市・小山思いの森→日光市・日光だいや川公園　約105kmのラインレース
    - 優勝者 - Michael Potter（英語版）( オーストラリア)
所属チーム - Sunshine Coast Team（英語版）( オーストラリア)
[6]

  - 3rdステージ(2018年3月25日)
那須町・那須町スポーツセンター→真岡市・井頭公園　約147kmのラインレース
    - 優勝者 - Raymond Kreder （英語版）( オランダ)
所属チーム - TeamUKYO( 日本)[7]

### 第3回大会(2019年)
- 総合成績
  - 個人総合時間賞・ポイント賞
Raymond Kreder （英語版）( オランダ)
所属チーム - TeamUKYO( 日本)
  - 山岳賞
Angus Lyons （フランス語版）( オーストラリア)
所属チーム - Oliver's Real Food Racing （英語版）( オーストラリア)
  - U23賞
Ryan Schilt（オランダ語版） ( オランダ)
所属チーム - Oliver's Real Food Racing （英語版）( オーストラリア)
  - 団体総合時間賞
マトリックス・パワータグ( 日本)
  - 1stステージ(2019年3月22日)
真岡市・井頭公園内約3km個人タイムトライアル
    - 優勝者 - Benjamin Dyball（英語版）( オーストラリア)
所属チーム - Team Sapura Cycling（英語版）( マレーシア)
[8]

  - 2ndステージ(2019年3月23日)
矢板市・道の駅やいた周辺の14.8kmの周回コースを8周回(約119km)するロードレース
    - 優勝者 - Māris Bogdanovičs（フランス語版）( ラトビア)
所属チーム - インタープロサイクリングアカデミー( 日本)
[9]

  - 3rdステージ(2019年3月24日)
那須烏山市・JR烏山駅→足利市・足利総合運動公園　約150kmのラインレース
    - 優勝者 - Raymond Kreder （英語版）( オランダ)
所属チーム - TeamUKYO( 日本)
[10]

### 第4回大会(2020年 開催中止)
- 第4回大会開催中止にかかる経緯については概要を参照のこと。
  - 1stステージ(2020年3月20日開催予定→開催中止)
大田原市・栃木県なかがわ水遊園周辺約3km個人タイムトライアル
  - 2ndステージ(2020年3月21日開催予定→開催中止)
那須塩原市・那珂川河畔運動公園→那須町・那須町スポーツセンタの約120kmの一部周回コースでのロードレース
  - 3rdステージ(2020年3月22日開催予定→開催中止)
小山市・小山思いの森→宇都宮市・清原中央公園　約145kmのラインレース

## 注記
1. ↑  “「ツール・ド・とちぎ」来春ラストレース　資金や人員の確保厳しく”. 下野新聞. (2019年8月29日) 2019年8月30日閲覧。
2. ↑  “第4回ツール・ド・とちぎの開催中止について”.   ツール・ド・とちぎ実行委員会・特定非営利活動法人ツール･ド･とちぎの会（2020年3月16日作成）. 2020年3月17日閲覧。
3. ↑  “「ツール・ド・とちぎ」一転中止　開幕４日前、国際団体要請で”.   産経新聞（2020年3月16日作成）. 2020年3月17日閲覧。
4. ↑  “実施報告書が完成しました”. 2019年3月23日閲覧。
5. ↑  “RESULTS 1st Stage Individual Time Trial”. 2019年3月23日閲覧。
6. ↑  “RESULTS 2nd Stage Oyama – Nikko”. 2019年3月23日閲覧。
7. ↑  “RESULTS 3rd Stage Nasu – Moka”. 2019年3月23日閲覧。
8. ↑  “Stage Results 1st Stage Individual Time Trial”. 2019年3月23日閲覧。
9. ↑  “Stage Results 2nd Stage Yaita”. 2019年3月23日閲覧。
10. ↑  “Stage Results 3rd Stage Nasu-karasuyama – Ashikaga”. 2019年3月24日閲覧。